# Élections législatives de 1968 dans la Mayenne
Les élections législatives françaises de 1968 se déroulent les 23 et 30 juin 1968. Dans le département de la Mayenne, trois députés sont à élire dans le cadre de trois circonscriptions.

## Élus
| Circonscription | Député sortant | Parti | Parti | Député élu ou réélu | Parti | Parti |
| --------------- | -------------- | ----- | ----- | ------------------- | ----- | ----- |
| 1re             | Pierre Buron   |       | UDR   | Pierre Buron        |       | UDR   |
| 2e              | Louis Fourmond |       | CD    | Henri de Gastines   |       | UDR   |
| 3e              | Bertrand Denis |       | RI    | Bertrand Denis      |       | RI    |

## Résultats

### Résultats à l'échelle du département
| Parti          | Parti                                           | Premier tour | Premier tour | Second tour | Second tour | Sièges |
| Parti          | Parti                                           | Voix         | %            | Voix        | %           | Sièges |
| -------------- | ----------------------------------------------- | ------------ | ------------ | ----------- | ----------- | ------ |
|                | Union pour la défense de la République          | 40 648       | 33,03        | 18 474      | 48,63       | 2      |
|                | Républicains indépendants                       | 30 263       | 24,59        |             |             | 1      |
|                | Union des républicains de progrès               | 70 911       | 57,61        | 18 474      | 48,63       | 3      |
|                |                                                 |              |              |             |             |        |
|                | Convention des institutions républicaines       | 12 044       | 9,79         | 4 473       | 11,78       | 0      |
|                | Section française de l'Internationale ouvrière  | 5 058        | 4,11         |             |             | 0      |
|                | Fédération de la gauche démocrate et socialiste | 17 102       | 13,90        | 4 473       | 11,78       | 0      |
|                |                                                 |              |              |             |             |        |
|                | Progrès et démocratie moderne                   | 26 889       | 21,85        | 15 038      | 39,59       | 0      |
|                | Parti communiste français                       | 8 177        | 6,64         |             |             | 0      |
|                |                                                 |              |              |             |             |        |
| Inscrits       | Inscrits                                        | 151 806      | 100,00       | 48 279      | 100,00      | 3      |
| Abstentions    | Abstentions                                     | 24 332       | 16,03        | 9 631       | 19,95       |        |
| Votants        | Votants                                         | 127 474      | 83,97        | 38 648      | 80,05       |        |
| Blancs et nuls | Blancs et nuls                                  | 4 395        | 3,45         | 663         | 1,72        |        |
| Exprimés       | Exprimés                                        | 123 079      | 96,55        | 37 985      | 98,28       |        |

### Résultats par circonscription

#### Première circonscription (Laval)
|                | Pierre Buron sortant réélu | UDR (URP)      | 25 598 | 55,92  |  |  |  |
|                | Bernard Le Godais          | CD (PDM)       | 9 238  | 20,18  |  |  |  |
|                | Roger Buard                | FGDS (CIR)     | 6 757  | 14,76  |  |  |  |
|                | Jean Primet                | PCF            | 4 187  | 9,15   |  |  |  |
|                |                            |                |        |        |  |  |  |
| Inscrits       | Inscrits                   | Inscrits       | 56 791 | 100,00 |  |  |  |
| Abstentions    | Abstentions                | Abstentions    | 9 403  | 16,56  |  |  |  |
| Votants        | Votants                    | Votants        | 47 388 | 83,44  |  |  |  |
| Blancs et nuls | Blancs et nuls             | Blancs et nuls | 1 608  | 3,39   |  |  |  |
| Exprimés       | Exprimés                   | Exprimés       | 45 780 | 96,61  |  |  |  |

#### Deuxième circonscription (Château-Gontier)
| Candidat       | Candidat               | Parti          | Premier tour | Premier tour | Second tour | Second tour |  |
| Candidat       | Candidat               | Parti          | Voix         | %            | Voix        | %           |  |
| -------------- | ---------------------- | -------------- | ------------ | ------------ | ----------- | ----------- |  |
|                | Louis Fourmond sortant | CD (PDM)       | 17 651       | 44,39        | 15 038      | 39,59       |  |
|                | Henri de Gastines élu  | UDR (URP)      | 15 050       | 37,85        | 18 474      | 48,63       |  |
|                | Henri Houdou           | FGDS (CIR)     | 5 287        | 13,29        | 4 473       | 11,78       |  |
|                | Lucien Moreau          | PCF            | 1 779        | 4,47         |             |             |  |
|                |                        |                |              |              |             |             |  |
| Inscrits       | Inscrits               | Inscrits       | 48 302       | 100,00       | 48 279      | 100,00      |  |
| Abstentions    | Abstentions            | Abstentions    | 7 384        | 15,29        | 9 631       | 19,95       |  |
| Votants        | Votants                | Votants        | 40 918       | 84,71        | 38 648      | 80,05       |  |
| Blancs et nuls | Blancs et nuls         | Blancs et nuls | 1 151        | 2,81         | 663         | 1,72        |  |
| Exprimés       | Exprimés               | Exprimés       | 39 767       | 97,19        | 37 985      | 98,28       |  |

#### Troisième circonscription (Mayenne)
|                | Bertrand Denis sortant réélu | RI (URP)       | 30 263 | 80,63  |  |  |  |
|                | René Papoin                  | FGDS (SFIO)    | 5 058  | 13,48  |  |  |  |
|                | Frédéric Guillou             | PCF            | 2 211  | 5,89   |  |  |  |
|                |                              |                |        |        |  |  |  |
| Inscrits       | Inscrits                     | Inscrits       | 46 713 | 100,00 |  |  |  |
| Abstentions    | Abstentions                  | Abstentions    | 7 545  | 16,15  |  |  |  |
| Votants        | Votants                      | Votants        | 39 168 | 83,85  |  |  |  |
| Blancs et nuls | Blancs et nuls               | Blancs et nuls | 1 636  | 4,18   |  |  |  |
| Exprimés       | Exprimés                     | Exprimés       | 37 532 | 95,82  |  |  |  |